# Dinh dưỡng cho động vật
Dinh dưỡng cho động vật (Animal nutrition) tập trung vào nhu cầu các chất dinh dưỡng cần hấp thụ của động vật, chủ yếu là trong sản xuất nông nghiệp và thực phẩm (chăn nuôi) mà còn trong vườn thú, bể cá và quản lý động vật hoang dã. Khoa học về dinh dưỡng động vật bao gồm các nguyên tắc hóa học (đặc biệt là hóa sinh), vật lý, toán học, đạo đức học (hành vi động vật). Dinh dưỡng động vật trong ngành công nghiệp thực phẩm cũng có thể liên quan đến kinh tế và chế biến thực phẩm.
Một chuyên gia dinh dưỡng động vật là một người chuyên về dinh dưỡng động vật, đặc biệt quan tâm đến nhu cầu ăn của động vật trong điều kiện nuôi nhốt: vật nuôi, gia súc và động vật trong các cơ sở phục hồi và bảo tồn động vật hoang dã. Có bảy loại chất dinh dưỡng chính: carbohydrate, chất béo, chất xơ, khoáng chất, chất đạm (protein), vitamin và nước. Chất đạm (Protein) là cơ sở của nhiều cấu trúc cơ thể động vật (ví dụ: cơ, da và tóc). Chúng cũng tạo thành các enzyme kiểm soát phản ứng hóa học trong cơ thể. Chất xơ là chất carbohydrate (polysaccharide hoặc oligosaccharide) được hấp thụ không hoàn toàn ở một số động vật. 